# 1946년 이란 위기
1946년 이란 위기 또는 이란-아제르바이잔 위기는 제2차 세계 대전 말 반복된 보증에도 불구하고 소련이 점령한 이란 영토에서 철수를 거부하면서 발생한 위기이다. 1941년 이란은 영국과 소련에게 침공당하며 국토 전체가 연합국에게 점령당해 북쪽에는 소련군, 남쪽에는 영국군이 주둔하게 되었다. 전쟁 기간 동안 이란은 영국과 미국이 소련에게 보급품을 제공하는데 중요한 교통로를 담당했다.
1941년 8월경에는 미국은 제2차 세계 대전의 중립국이였으며 전쟁이 전세계적으로 퍼지지는 않았던 때였다. 따라서 그 당시 알려져 있던 "연합국"은 1939년 독일에게 정복당한 폴란드, 1940년 정복당한 프랑스를 제외하면 영국과 소련 뿐이였으며, 이 두 국가는 1941년 6월 바르바로사 작전 후 동맹을 맺었다. 이란을 점령한 후 연합국은 세계대전이 끝난 후 6개월 내 이란 내 모든 군대를 철수하기로 합의했다. 그러나 철수 기한이 다가온 1946년 소련은 소련군을 이란에서 철수시키지 않고 그 지역에 친소 이란인 분리주의 정부인 아제르바이잔 인민 정부를 세웠다.
1945년 말에는 아제르바이잔 인민 정부 외에도 마하바드 공화국이 독립을 선포했다. 이후 소련의 군사 물자 및 훈련 지원을 받은 쿠르드족, 아제르바이잔인 동맹군이 이란군과 전투를 시작했고 그 결과 총 2,000명의 사상자가 발생했다. 이란의 총리 아흐마드 카밤과 소련이 협상을 시작했고, 미국측의 압력으로 소련군은 결국 철수하였다. 이 위기는 냉전 초기 점진되던 냉전 분위기의 첫 사건 중 하나로 불린다.

## 1946년 이란 위기

### 배경
1941년 6월, 독일이 소련과 체결한 독일-소련 불가침 조약을 일방적으로 파기하고 소련을 침공하면서 예방조치로, 또한 랜드리스 물자를 전달하기 위한 보급로로 사용하기 위한 목적으로 1941년 8월 25일 영국과 소련은 합동으로 이란을 침공하였다. 이 때문에 레자 샤 팔라비는 퇴위되어 모리셔스로 망명하였으며, 그의 아들 모하마드 레자 팔라비 왕세자가 이란의 새 군주가 되었다. 1942년 1월에는 영소이 "삼자 조약"을 통하여 현 군 주둔은 점령의 목적이 아니며, 이란은 연합국의 일원이고 종전 6개월 내에 이란 영토에서 철수하겠다고 합의했다.
전쟁 기간 내내 영미는 이란을 나치 독일과 맞서 싸우는 소련에 군수 물자를 제공하는 중요한 보급로 역할로 이용했다. 3만명에 달하는 미군 비전투 요원과 보급물자가 이란을 거쳐갔으며, 나중에는 "승리의 다리"라는 말이 붙여지기도 했다. 1943년 테헤란 회담에서는 영미소 빅3가 이란의 미래 주권과 영토 보전을 보장해주었으며 전후 재건과 개발을 위한 자금 지원도 약속했다.
이란의 점령은 독일 항복 이후 열린 포츠담 회담에서 전후 끝난다고 말했지만, 소련의 이오시프 스탈린은 앞서 테헤란 회담에서 합의한 처칠의 연합국 철수안에 대해 반대했다. 1945년 9월 일본이 항복한 이후 미군과 영국군은 조약에 규정된 대로 합의된 기한 내에 이란 내에 군대를 철수했다. 하지만 소련군은 합의 기한인 3월 2일을 넘겨도 철수하지 않았으며 오히려 군사를 남쪽으로 진격시켰다. 1945년 12월 말 군대와 비밀경찰을 동원하여 이란 영토 내에 친소 "인민공화국"인 자파르 피셰바리의 아제르바이잔 인민 정부와 카지 무함마드의 마하바드 공화국을 독립시켰다.

### 아제르바이잔 인민 정부
1945년 9월, 이란 길란 주의 오랜 기간 혁명 운동의 지도자 노릇을 하던 자파르 피셰바리는 아제르바이잔인 민주당(ADP)를 창당한다. 이 당은 이란령 아제르바이잔 사이로 빠르게 세를 넓혔고, 소련군이 이란군을 방해하는 방법으로 지원해주며 현지에서 쿠데타를 시도했다. 1945년 9월 첫 주 아제르바이잔인 민주당은 이란령 아제르바이잔을 완전 장악하고 사회민주주의 개혁을 약속했으며, 이란의 공산당인 투데흐당 지역지부를 전부 해체하겠다고 선포했다.
1945년 9월 말 첫 전당대회에서 아제르바이잔인 민주당은 1945년 11월 말까지 각 주에 남아있는 모든 이란 정부 직책을 장악하고 농민민병대를 세울 것이라고 공인했고 "39개 주의 연합으로 이루어진" 이란령 아제르바이잔이 자치공화국으로 독립할 것이라고 공표했다. 이 단명한 공화국의 초대이자 유일한 총리는 아흐마드 코흐다리였다.
소련은 처음엔 이 자치공화국을 지원하고 이란군을 동원한 이란 정부의 통제 시도를 방해하는 등 여러 방면으로 지원을 하였으나 이 지원은 오래가지 않았다. 소련군이 철수한 이후 1946년 12월 이란군이 이 지역을 장악하여 피셰바리와 그의 내각진들은 소련으로 망명하였다.

### 쿠르드족 마하바드 공화국
마하바드 공화국은 1945년 12월 독립을 선포했다. 초기에 소련에게 승인받은 이 쿠르드인 공화국은 카지 무함마드가 종교 지도자이자 정치적 지도자로 활약했다. 소련의 반대에도 불구하고 마하바드 공화국의 신생 군대인 페쉬메르가의 총지휘관으로 무스타파 바르지니가 활약했다. 바르자니의 군 지원과 쿠르드족 60명의 부족 지도자들과 함께 KDP-I을 창당했으며 1946년 1월 22일 카지 무함마드가 마하바드 공화국의 초대 대통령으로 공식 취임하였다.
이 공화국의 쿠르드군은 소련의 군사 장교 살라후딘 카지모프가 고문으로 많은 지원을 받았다. 소련은 추가 군사 훈련 지원을 위하여 쿠르드인 최소 60여명을 소련령 아제르바이잔으로 데려다 훈련을 시켜줘 영향력을 확장했다. 이에 마하바드 공화국군은 총 전투 장교 70명, 비전투 장교 40명, 사병 1,200명으로 구성되어 있었다.
마하바드 공화국이 이웃의 아제르바이잔과 군사 협력 조약을 체결한지 5일 후인 1946년 4월 29일, 공화국 남서쪽 끄트머리 카흐라와에서 첫 쿠르드인 연대가 포병, 기병의 지원을 받는 이란군 600명과 마주했다. 이에 바르지니가 이끄는 쿠르드군은 카흐라와 마을 근처에서 매복하여 이란군을 기습해 21명을 죽이고 17명을 부상입히고, 40명을 포로로 잡으며 마하바드 공화국의 첫 승리를 이끌었다.
마하바드 공화국의 페쉬메르가는 1946년 5월 내내 이 지역에서 이란군 정찰군과 계속 충돌했다. 이 한달 동안 쿠르드군의 공세는 소련의 영향력이 적은 지역에서 약간의 전초전과 충돌을 제외하면 거의 없었다. 이 이유는 당시 소련과 이란이 맺고 있었던 석유 계약 때문으로 추정된다. 1946년 5월 3일 쿠르드군과 이란 장군 알리 라즈마라와 맺은 휴전 협정으로 대규모 공격이 중단되고 각 군이 후퇴하면서 자신의 지역 내에서 군을 정비하며 후일을 도모하고자 했다.
1946년 6월 15일, 준비 기간이 끝나고 마마샤흐의 밀 카라니가 이끄는 두번째 쿠르드인 연대가 포병, 전차, 항공 지원을 받는 2개 이란군 대대와 충돌하며 마마샤흐 전투가 일어났다. 이 전투로 쿠르드족이 패배해 이란군이 고지대를 차지하고 망루를 건설하여 이 지역에 대한 군사적 주도권을 잡게 되었다. 부족 내의 담합력이 부족하여 마하바드 공화국이 약해진 상태에서 마마샤흐 전투의 여파까지 덮치게 되었다.
카지 무함마드의 정부 측 지원이 부족 측 지원의 약화로 줄어들면서 바르자니의 페쉬메르가가 마하바드 공화국의 유일한 군사 세력으로 남게 되었다. 이 결과 마하바드 공화국은 1946년 말에는 고립무원 상태에 빠졌으며 소련군의 지원도 닿지 못했다. 마하바드 공화국은 이란군의 공격에 직면하였으며 1946년 12월에는 이란령 아제르바이잔 지역이 이란군에게 넘어가게 된다. 반대측이 남아 있기는 했으나 양측은 협상을 하기로 결정했다. 페쉬메르가와 바르자니의 가족을 포함한 바르자니 세력은 1946년 12월 15일 나카다로 후퇴하였으며, 이란군은 공식적으로 마하바드를 장악하면서 마하바드 공화국은 1년의 단명한 공화국으로 멸망했다.
마하바드의 페쉬메르가에 대한 무장 해제를 시도했으나 페쉬메르가는 무기 대부분을 밀수하여 빼돌렸다. 1947년 3월 페쉬메르가는 다시 이란군과 충돌하였다. 3월 중순에는 여러 전투를 치루며 이란군의 여러 축출 작전에 대항해 페쉬메르가가 방어하는 모양새로 진행되었으며 바르자니를 축출하기 위한 경쟁 쿠르드족 부족군 자원군도 이란군과 함께 싸우기도 했다. 페쉬메르가는 날로스 전투와 같이 포병을 효율적으로 사용할 수 있는 곳에서 이란군에게 연대 지휘관 칼라시 대령을 포함한 많은 사상자를 입히고 포로를 다수 얻기도 하였다. 이란 군사대열에 대한 매복공격을 통하여 이란군 50명이 사망하고 자한바니 장군의 아들 중위 자한바니를 포로로 붙잡기도 했다. 그러나 결국에는 이란군의 계속된 공격으로 쫓기고 있었으며 마하바드는 이란을 떠나 이라크령 쿠르디스탄으로 후퇴하겠다고 마음먹었다.
페쉬메르가와 바르자니 지도부는 2차례 이라크로 넘어가 이라크 경찰과 자쉬 군은 압도하며 손쉽게 바르잔까지 가는 데에는 성공했으나, 결국 아흐마드 바르자니는 이라크 정부에게 체포되었고 무함바드 바르자니는 항복할 것을 요구받았다. 무스타파 바르자니의 군대를 패퇴시키기 위해 이라크군이 동원을 시작하자 바르자니는 소련으로 탈출하기로 결심했다. 1947년 5월 소련으로 가기 시작했으며 가던 도중 이란군과 치열한 교전을 벌였다.
1947년 6월 9일, 페쉬메르가는 군 대열의 측면을 공격했다. 무스타파 바르자니와 아사드 코샤비가 각각 양갈래로 공격하여 페쉬메르가는 이란군 수백명을 죽이고 전차 수 대를 파괴했으며 포병을 무력화시키고 전투기를 격추시키기도 했다. 이후에는 이란군을 피하거나 전투하면서 계속 진격하며 소련으로 향했으며 1947년 6월 18일 페쉬메르가 500명과 바르자니가 아라스강을 건너며 소련으로 입국하였다.

## 외교적 압력 및 지원

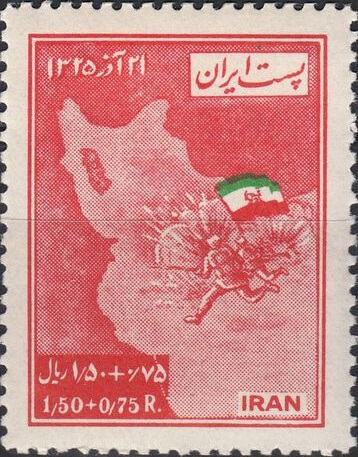
1950년 이란이 발매한 "아제르바이잔 해방 4주년" 기념우표

미국은 소련에게 이란 영토 내에서 소련군을 철수시키고 소련의 영향력을 줄이라고 외교적 압박을 넣었고, 이 수위는 점차 증가하였다. 미국이 공식적으로 소련에게 항의한 이후, 유엔 안전 보장 이사회는 1946년 1월 30일 유엔 안전 보장 이사회 결의 제2호를 통과하였다. 1946년 3월 24일 소련은 이에 즉각적인 철수를 약속하였으나 실제로는 이후 몇주간 소련군이 계속 주둔하고 있었다.
봄이 지나며 2기가 되면서 미국이 지원하는 이란은 안전보장이사회의 유엔 안전 보장 이사회 결의 제3호와 유엔 안전 보장 이사회 결의 제5호를 통해 소련의 행동에 대해 불만을 표했다.
1946년 12월 중순 3기로 접어들며 미국은 이란 샤 정부가 마하바드와 아제르바이잔을 재수복할 수 있도록 지원을 해주기 시작했다. 이란 내 아제르바이잔인 지도자들은 소련의 아제르바이잔 SSR로 망명했으며 쿠르드인 공화국의 지도자들은 기소되어 사형을 언도받게 되었다. 사형을 언도받은 사람들은 1947년 마하바드의 중심지인 차하르 체라흐 광장 한복판에서 교수형으로 사형당했다.
1947년 초에는 4기로 돌입하며 이란 북부 석유단지의 소련 개입에 대해 집중적으로 문제를 제기하기 시작했다. 그 해 마즐리스 선거가 열린데 이어 새로 선출된 대표는 1946년 3월 소련이 석유단지의 소유권을 51%를 소유하고, 사실상 소련 정부가 통제한다는 내용의, 반 협박 하에 체결된 소련-이란 석유 협정 비준을 늦장부리며 체결을 거부했다. 1947년 9월 11일, 주소 미국 대사 조지 V. 앨런은 공개적으로 이란에서 상업적 이득을 얻기 위해 외국 정부가 협박과 강요를 하는 것을 비난하고 이란이 자유롭게 천연 자원의 처분 결정을 하도록 미국이 지원하겠다고 말했다. 이렇게 미국의 명확한 지원 하에 194년 10월 22일 마즐리스 회의에서 102-2로 협정 비준을 거부했다.

## 냉전
이 분쟁은 냉전 초기 유럽 밖에서 일어난 최초의 분쟁 중 하나이자 제2차 세계 대전의 종전 이후 미소간 국제 관계에 대해 논쟁을 벌이게 되는 주요한 요인 중 하나였다. 조지 렌크조프스키에 따르면, 당시 미국 대통령 헤리 트루먼의 행동이 이란-미국 관계의 기초를 만들었으며, 소련 체제의 본질과 팽창적 본성에 대한 이해를 기반으로 소련의 위협과 침략에 대해 필요한 경우 봉쇄와 롤백 정책을 이용해야 한다고 말했다.
소련의 영향력 확장은 이란 외에도 서남아시아 곳곳에 발생했으며 이를 토대로 트루먼 독트린을 수립했다. 또한 트루먼 대통령은 이란에 대한 경제 및 기술 지원을 확대하고 군사적 잠재력을 강화시켜 문화적으로 가까운 관계를 수립하여 우호관계를 수립한다는 정책을 이끌었으며, 이에 따라 중동 및 페르시아 만 몇개 국가를 묶어 소련의 영향을 저지하기 위한다는 목적으로 중앙 조약 기구가 수립되었다.

## 같이 보기
- 중앙 조약 기구
- 페르시아 사회주의 소비에트 공화국
- 현대 중동의 분쟁 목록
  - 1953년 이란 쿠데타
- 이란의 쿠르드족 독립 운동

## 추가 자료
- André Fontaine, La guerre froide 1917–1991, Edestermann: "Kurdish Independence and Russian Expansion", Foreign Affairs, Vol. 24, 1945–1946, pp. 675–686
- George Lenczowski, Russia and the West in Iran (1949)